# Gran Premi de l'Argentina del 1958

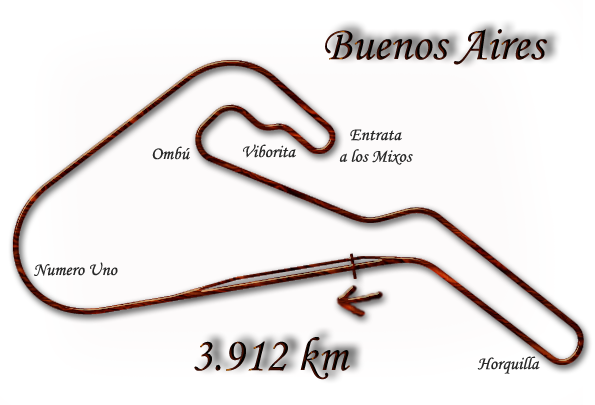
Imatge del circuit Oscar y Juan Gálvez.

Resultats del Gran Premi de l'Argentina de la temporada 1958 de Fórmula 1, disputat al circuit Oscar Alfredo Galvez de Buenos Aires, el 19 de gener del 1958. La pole position fou per Juan Manuel Fangio 1' 42. 0 i la volta ràpida per Juan Manuel Fangio (1' 41. 8; a la volta 30)

## Resultats
| Posició | Número | Pilot              | Equip           | Voltes | Temps/ Retirada | Posició de sortida | Punts |
| ------- | ------ | ------------------ | --------------- | ------ | --------------- | ------------------ | ----- |
| 1       | 14     | Stirling Moss      | Cooper - Climax | 80     | 2h 19' 34. 3    | 7                  | 8     |
| 2       | 16     | Luigi Musso        | Ferrari         | 80     | + 2,7 s         | 5                  | 6     |
| 3       | 20     | Mike Hawthorn      | Ferrari         | 80     | + 12,6 s        | 2                  | 4     |
| 4       | 2      | Juan Manuel Fangio | Maserati        | 80     | + 53 s          | 1                  | 3     |
| 5       | 4      | Jean Behra         | Maserati        | 78     | + 2 Voltes      | 4                  | 2     |
| 6       | 8      | Harry Schell       | Maserati        | 77     | + 3 Voltes      | 8                  |       |
| 7       | 6      | Carlos Menditeguy  | Maserati        | 76     | + 4 Voltes      | 6                  |       |
| 8       | 10     | Paco Godia         | Maserati        | 75     | + 5 Voltes      | 9                  |       |
| 9       | 12     | Horace Gould       | Maserati        | 71     | + 9 Voltes      | 10                 |       |
| Ret     | 18     | Peter Collins      | Ferrari         | 0      | Part mecànica   | 3                  |       |